# تيفاني كرومويل
تيفاني كرومويل (بالإنجليزية: Tiffany Cromwell) (و. 1988  م) هي دراجة، من أستراليا، ولدت في أديلايد، شاركت في دورة ألعاب الكومنولث 2014.

## سباقات أو مراحل فاز بها
| التاريخ        | السباق                                                    | المركز                   |
| -------------- | --------------------------------------------------------- | ------------------------ |
| 04 ديسمبر 2005 | 2005 Oceania Road Cycling Championships Women U19 RR      |                          |
| 18 أغسطس 2007  | 2007 La Route de France                                   | الثامن في تصنيف أفضل شاب |
| 24 فبراير 2008 | Geelong World Cup 2008                                    | السابع في التصنيف العام  |
| 13 يوليو 2008  | طواف إيطاليا للسيدات 2008                                 | الثامن في تصنيف أفضل شاب |
| 30 مايو 2009   | Coupe du Monde Cycliste Féminine de Montréal 2009         | السابع في التصنيف العام  |
| 14 أغسطس 2009  | 2009 La Route de France                                   | الثالث في تصنيف أفضل شاب |
| 28 فبراير 2010 | Women's Tour of New Zealand 2010                          |                          |
| 11 يوليو 2010  | طواف إيطاليا للسيدات 2010                                 | الرابع في تصنيف أفضل شاب |
| 08 أغسطس 2010  | Tour de Bochum 2010                                       |                          |
| 26 فبراير 2011 | Omloop Het Nieuwsblad women's race 2011                   | الثامن في التصنيف العام  |
| 01 يناير 2012  | كأس العالم لسباق الدراجات على الطريق للسيدات 2012         | التاسع في تصنيف النقاط   |
| 07 يناير 2012  | سباق الطريق للسيدات في بطولة أستراليا لركوب الدراجات 2012 |                          |
| 23 فبراير 2013 | طواف نيوشبلاد للسيدات 2013                                | الفائز في التصنيف العام  |
| 23 مارس 2014   | Gran Premio Comune di Cornaredo 2014                      |                          |
| 07 يناير 2016  | بطولة أستراليا لسباق الدراجات ضد الزمن للسيدات 2016       |                          |

## روابط خارجية
- تيفاني كرومويل على موقع الاتحاد الدولي للدراجات (الإنجليزية)
- تيفاني كرومويل على موقع أرشيف الدراجات (الإنجليزية)
- تيفاني كرومويل على موقع إحصائيات الدراجات الإحترافية (الإنجليزية)
- تيفاني كرومويل على موقع نسبة الدراجات (الإنجليزية)
- تيفاني كرومويل على موقع CycleBase (الإنجليزية)
- تيفاني كرومويل على موقع CyclingDatabase.com (مؤرشف) (الإنجليزية)
- تيفاني كرومويل على موقع اللجنة الأولمبية الدولية (الإنجليزية)
- تيفاني كرومويل على موقع أوليمبيديا (الإنجليزية)
- تيفاني كرومويل على موقع اللجنة الأولمبية الأسترالية (الإنجليزية)
- تيفاني كرومويل على موقع اتحاد ألعاب الكومنولث (مؤرشف) (الإنجليزية)